# Quedlinburg
Quedlinburg (nizka nemščina Queddelnborg, uradno tudi Welterbestadt Quedlinburg) je mesto, ki leži severno od hribovja Harz, v okrožju Harz na zahodu Saške - Anhalta v Nemčiji. Leta 1994 je arhitekturna dediščina (grad, cerkev in staro mesto) vpisana na Unescov seznam svetovne dediščine.
V zgodovinskem starem mestnem jedru s kamnitimi, vijugastimi ulicami in majhnimi trgi je več kot 2000 pollesenih (Fachwerk) hiš iz osem stoletij. Na trgu je renesančna mestna hiša s kipom Rolanda, južno je  Schlossberg z romansko samostansko cerkvijo in zakladnico kot dokazom ženskega samostana Quedlinburg. Tudi  Münzenberg z romansko samostansko cerkvijo svete Marije in v dolini romanski sveti Wipert, sosednji opatijski vrtovi in park Brühl so svetovna dediščina.
Quedlinburg ima več kot 24.000 prebivalcev. Mesto je bilo glavno mesto okrožja Quedlinburg do leta 2007, ko je bilo okrožje razpuščeno. Več krajev v mestu je označenih točk ob Romantični cesti.

## Zgodovina

### Zgodnje naselbine
Prve sledi poselitve segajo v paleolitik. Območje je bilo skoraj neprekinjeno naseljeno. Na plodnih tleh je bilo to območje še posebej zanimivo za naseljence v neolitiku, kar dokazuje več kot 55 naselbinskih ostankov tega obdobja v mestu in okolici . Neolitske grobne gomile najdemo na presenetljivih gorskih vrhovih, kot so Moorberg, Bockshornschanze ali Brüggeberg, ki se razprostirajo na stranskih pobočjih doline reke Bode. Približno dva kilometra severozahodno od Quedlinburga, zahodno od zapuščenega Marslebna, je bila leta 2005 pregledana krožna palisada z jarkom iz obdobja kulture pikčaste keramike, ki ni slabša od podobne v Gosecku po starosti, obsegu in obliki. 
Konec 8. stoletja je vse več dokumentarnih poročil o krajih okoli Quedlinburga: Marsleben, Groß Orden, Ballersleben (vsi zapuščeni), Ditfurt in Weddersleben. Wipertikirche kot podružnica opatije Hersfeld je bila verjetno ustanovljena okoli leta 835/63.

### Kraljeva pfalca od 10. do 12. stoletja
Znano je, da je mesto Quedlinburg obstajalo že od začetka 9. stoletja, ko je bilo na vzhodnem bregu reke Bode naselje znano kot Gross Orden. Prvič se omenja kot mesto leta 922 kot del donacije kralja Henrika Ptičarja. Zapise o tej donaciji je hranila opatija Corvey.
Po legendi so frankovski plemiči leta 919 Henriku ponudili nemško krono v Quedlinburgu, kar je povzročilo vzpon mesta, ki se je imenoval zibelka nemškega rajha.
Po Henrikovi smrti leta 936 je njegova vdova sveta Matilda ustanovila versko skupnost za ženske (Frauenstift) na grajskem hribu, kjer so se izobraževale hčere višjega plemstva. Glavna naloga te samostanske baze, opatije Quedlinburg, je bila molitev v spomin na kralja Henrika in vladarjev, ki so prišli za njim. Tam so bila napisana tudi kronika Anali Quedlinburg. Ti so prvič zapisani leta 1009 v pisnih virih „Litua“, ime Litve. Za obdobje od 10. do 12. stoletja, ko je bil Quedlinburg pfalca vzhodno-frankovske / nemške vladajoče dinastije, je bilo 69 dokumentiranih zapisov kralja ali cesarja . Prva opatinja je bila Matilda, vnukinja kralja Henrika in svete Matilde.
Grajski kompleks Quedlinburg, ki ga je ustanovil kralj Henrik I. in ga je leta 936 zgradil cesar Oton I., je bil kraljeva pfalca saških cesarjev. Pfalca, vključno z moškim samostanom, je bila v dolini, kjer je danes rimskokatoliška cerkev svetega Wipertija, medtem ko je bil ženski samostan na grajskem hribu.
Leta 973, tik pred smrtjo cesarja Otona I., se je na cesarskem dvoru zbral Reichstag (cesarska skupščina), na kateri sta bila Mješko I., polanski vojvoda in Boleslav I., češki vojvoda, pa tudi številni drugi plemiči, tudi iz Bizanca in Bolgarije, da bi se poklonili cesarju. Ob tej priložnosti je Oton Veliki predstavil svojo novo snaho Teofano, bizantinsko princeso, katere poroka z Otonom II. je prinesla upanje za priznanje in nadaljevanje miru med vladarji vzhodnih in zahodnih imperijev.
Leta 994 je Oton III. podelil tržno pravico, pravico pobiranja davkov in kovanje kovancev ter postavil prvo tržnico severno od grajskega hriba.

### Mesto v poznem srednjem in zgodnjem novem veku
Leta 1326 se je mesto združilo s Halberstadtom in Ascherslebenom, da bi ustanovili Halberstädter Dreistädtebund, srednjeveško mestno zvezo med gospodarsko okrepljenimi tremi mesti v regiji severno od Harza, ki je trajala 150 let. Mesti Braunschweig in Goslar sta bili začasno vključeni leta 1355.
Naslednja štiri stoletja je Quedlinburg gospodarsko rastel.  Okoli leta 1330 je ob starem mestu zrastlo novo mesto.
Mesto je postalo član Hanzeatske zveze leta 1426.
Opatija Quedlinburg je pogosto izpodbijala neodvisnost mesta, ki je iskala pomoč pri Halberstadtski škofiji. Okoli leta 1435 je bil Roland , simbol tržne svobode in znakov urbane neodvisnosti, strmoglavljen in razbit. Šele leta 1869 so bili ponovno najdeni fragmenti tega Rolandovega kipa, sestavljeni in postavljeni. Leta 2013 je bila figura očiščena in dokončana. 
Leta 1477 je opatica Hedviga, ki sta ji pomagala brata saški volilni knez Ernest in saški vojvoda Albert, zlomila upor mesta in izgnala škofovo vojsko. Quedlinburg je bil prisiljen zapustiti Hanzeatsko zvezo in ga je kasneje zaščitila Saška. Tako mesto kot opatija sta se med protestantsko reformacijo leta 1539 spreobrnila v luteranstvo.
Leta 1697 je volilni knez Friderik August I. Saški prodal svoje pravice Quedlinburga volilnemu knezu Frideriku III. Brandenburškim za 240.000 talerjev. Opatija Quedlinburg je v 18. stoletju nasprotovala zahtevam Brandenburg-Prusije. Leta 1802 je bila opatija sekularizirana v času nemške mediatizacije, Quedlinburg pa je prešel v Prusijo kot del Kneževine Quedlinburg. Del Napoleonovega kraljestva Vestfalija (1807–13) je bila leta 1815 vključena v novo prusko deželo Saško. V tem času so ženske vladale Quedlinburgu kot opatinje, ne da bi postale nune; svobodno so se poročale. Zadnja od teh žensk je bila švedska princesa, zgodnja borka za pravice žensk, Sofija Albertina.

### 20. stoletje
V začetku 20. stoletja so bila podjetja za vzgojo semen največji delodajalci. Leta 1907 je Rosa Luxemburg govorila s 800 delavci Quedlinburg Saatzucht. Leta 1911 je bil Quedlinburg, ki je bil do takrat sedež okrožja Quedlinburg, mesto brez okrožja.
Med prvo svetovno vojno je bilo do 17.000 vojnih zapornikov prisiljenih delati v kmetijstvu in se nastanilo v taborišču za vojne ujetnike na tako imenovanem Ritterangerju severovzhodno od mesta. Ta tabor je bil ustanovljen septembra 1914 in je preživel vojno kot nujno zatočišče za cesarske vojake, dokler ni bil požgan v juniju 1922.  Istega leta je v Quedlinburgu potekala tudi proslava ob tisočletnici prve dokumentarne omembe (922).
Uničujoča poplava reke Bode je leta 1926 uničila vse mostove in paralizirala infrastrukturo. Vedno znova so kasnejše poplave oteževale obnovitvena dela. 
Med nacističnim režimom je spomin na Henrika I. postal nekakšen kult, saj se je Heinrich Himmler videl kot reinkarnacija »najbolj nemškega vseh nemških« vladarjev. Samostanska cerkev in grad sta se spremenila v svetišče nacistične Nemčije. Nacistična stranka je poskušala ustvariti novo vero. Stolnica je bila zaprta od leta 1938 in med vojno. Lokalni krematorij je bil sežigalnica žrtev koncentracijskega taborišča Langenstein-Zwieberge. Georg Ay je bil lokalni strankarski vodja od leta 1931 do konca vojne. Osvoboditev leta 1945 je vrnila protestantskega škofa in cerkvene zvonove, iz stolpa pa je bil odstranjen nacistični orel.
Od leta 1943/1944 je bilo v športnih dvoranah in bolnišnicah Quedlinburga za nujne primere več kot 8.000 ranjenih. V tednu pred tem, 19. aprila 1945, so ameriške čete skoraj brez boja zavzele mesto, tudi dele rakete V 2, ki so bile shranjene na železniški postaji Quedlinburg na vagonih, da bi jih pripeljali iz mesta.
V zadnjih mesecih druge svetovne vojne so vojaki Združenih držav zasedli Quedlinburg. V 1980-ih se je, po smrti enega od vojakov ameriških vojakov, razkrila kraja srednjeveške umetnosti iz Quedlinburga.
Od leta 1949 do leta 1990 je bil Quedlinburg upravno del okrožja Halle, del komunistične Vzhodne Nemčije. Po združitvi Nemčij leta 1990 je postal del dežele Saška - Anhalt.
Med komunistično dobo Quedlinburga so bili iz Poljske pozvani specialisti za obnovo in popravila stare arhitekture. Danes je Quedlinburg središče restavriranja Fachwerk – predalčne lesene gradnje hiš.

### 21. stoletje
Od leta 2011 do leta 2014 so bila na trgu izvedena obsežna prenovitvena dela na območju Breite Straße in Steinbrücke. V času pred tem delom so med arheološkimi izkopavanji odkrili ostanke tlaka trga, ki segajo v 10. stoletje. Leta 2014 se je mestni svet odločil za uporabo imena Welterbestadt. Po odobritvi pristojnega okrožja in UNESCO Nemčije se oznaka Welterbestadt Quedlinburg uporablja od 29. marca 2015.  Od spomladi 2015 je bila nekdanja kripta cerkve svete Marije na Münzenbergu ponovno dostopna po skoraj 500 letih.
Prvič, 26. maja 2017 sta bila položena spotikavca, spominska kamna, pred Haus Steinweg 81 za Berto in Bruna Sommerfeld, ki sta nekoč živela tukaj in sta bila deportirana leta 1943 in nato usmrčena.

## Geografija
Mesto je severno od hribovja Harz, na približno 123 m nmv. Najbližji hrib je visok 181 m. Največji del mesta je v zahodnem delu doline reke Bode. Ta reka prihaja iz Harza in se izliva v reko Saale, pritok reke Labe. Območje bočine Quedlinburg ima 120,42 kvadratnih kilometrov. Pred ustanovitvijo dveh (prej neodvisnih) občin Gernrode in Bad Suderode je imel januarja 2014 površino le 78,14 km².
Quedlinburg ima oceansko podnebje (Cfb), ki izhaja iz prevladujočih zahodnih območij, ki pihajo iz območja visokega tlaka na osrednjem Atlantiku proti Skandinaviji. Sneg je skoraj vsako zimo. Januarja in februarja so najhladnejši meseci v letu, s povprečno temperaturo 0,5 ° C in 1,5 ° C. Julij in avgust sta najbolj vroča meseca, s povprečno temperaturo 17 ° C in 18 ° C. Povprečna letna količina padavin je blizu 438 mm, z dežjem, ki je običajno od maja do septembra. Te padavine so ene najnižjih v Nemčiji, ki ima letno povprečje blizu 700 mm. Avgusta 2010 je bil Quedlinburg najbolj sušen kraj v Nemčiji, s samo 72,4 l / m2.

## Zanimivosti
V središču mesta je širok izbor pollesenih stavb iz najmanj petih različnih stoletij (vključno s strukturo iz 14. stoletja, eno najstarejših nemških), medtem ko so okoli zunanjih robov starega mesta primeri stavb Jugendstila, iz poznega 19. in začetka 20. stoletja.
Od decembra 1994 sta staro mesto Quedlinburg in grajski hrib s samostansko cerkvijo uvrščena na Unescov seznam svetovne dediščine. Quedlinburg je eno izmed najbolje ohranjenih srednjeveških in renesančnih mest v Evropi, ki je v drugi svetovni vojni ušlo veliki škodi.
Leta 2006 je bil krak doline Selke ozkotirne železnice Harzer Schmalspurbahnen ali HSB razširjena iz Gernrode na Quedlinburg, kar je omogočilo dostop do zgodovinske parne železnice, Alexisbad in visoko planoto Harz.
Grad in samostanska cerkev svetega Servacija še vedno prevladujeta nad mestom kot v zgodnjem srednjem veku. Cerkev je odličen primer nemškega romanskega sloga. Zaklad cerkve, ki vsebuje starodavne krščanske verske predmete in knjige, je ukradel ameriški vojak, vendar ga je leta 1993 vrnil v Quedlinburg in je spet tu na ogled.
Nekdanji samostanska cerkev svetega Wipertija je bila ustanovljena leta 936, ko je bil samostan svetega Wigpertusa (moški samostan) premaknjen z grajskega hriba, da bi naredil prostor za opatijo Quedlinburg. Cerkev je bila zgrajena na prvi otonski kraljevi pfalci v Quedlinburgu. Okoli leta 1020 je bila baziliki dodana triladijska kripta. Kripta, ki je preživela vse poznejše spremembe cerkve, je tudi danes označena postaja na romanski cesti. 

### Pobratena mesta
Quedlinburg je pobraten z:
- Aulnoye-Aymeries, Francija, od 1961
- Herford, Nemčija, od 1991
- Celle, Nemčija, od 1991
- Hameln, Nemčija, od 1991
- Hann. Münden, Nemčija, od 1991